# György Piller
György Piller (n. 19 iunie 1899, Eger, Heves, Ungaria – d. 6 septembrie 1960, California, SUA) a fost un scrimer maghiar care a practicat floreta și sabia. A fost dublu campion olimpic la sabie atât la individual, cât și pe echipe. A cucerit și șase medalii de aur la Campionatul Internațional, inclusiv două la individual.

## Carieră
S-a apucat de scrimă la Academia Militară „Ludovica”. În timpul Primului Război Mondial a luptat pe fronturile italian și român.
Apoi s-a alăturat Institutului Regal de Sport „Miklós Toldi”, unde s-a antrenat cu maestrul László Borsody. Sub îndrumarea acestuia a devenit Piller de zece ori campion din Ungaria: de șase ori la sabie și de patru ori la floretă. A participat la Jocurile Olimpice din 1928, dar a rămas în afara podiumului. În anul următor a cucerit prima sa medalie de Campionatul European (redenumit Campionatul Internațional în cele din urmă) cu un bronz la floretă pe echipe. În anul 1930 a fost laureat cu aur la sabie, atât la individual, cât și pe echipe. Și-a reiterat performanța și în anul următor, precum și la Olimpiada din 1932 de la Los Angeles. 
A cucerit ultima sa medalia, un aur la sabie pe echipe, la Campionatul Internațional din 1933, „acasă” la Budapesta, apoi s-a retras din activitate competițională, devenind antrenorul lotului național. În cursul acelorași ani, și a adăugat numele mamei la cel al tatălui, „Piller” fiind găsit prea germanic, și a devenit György Jekelfalussy-Piller. În timpul celui de-al Doilea Război Mondial a fost locotenent colonel în armata maghiară și a fost închis de armata sovietică.
Și a reluat rolul de antrenor principal după războiul. Sub conducerea sa Ungaria a cucerit titlul olimpic la individual și pe echipe la Jocurile Olimpice din 1948 de la Londra, la cele din 1952 de la Helsinki și la cele din 1956 de la Melbourne. După aceasta Olimpiada nu s-a întors acasă: îngrozit de înăbușirea în sânge a Revoluției ungare din 1956, a defectat cu jumătatea echipei sale în Statele Unite cu sprijinul proaspătului magazin Sports Illustrated. Sub numele de „Georges Piller” a luat parte la un tur cu ceilalți sportivi maghiari organizat de Sports Illustrated, „Turul libertății al atleților maghiari” (în engleză Hungarian Athletes Freedom Tour), de la New York până la San Francisco. În cele din urmă s-a stabilit la acest oraș și a devenit antrenor principal la recentul înființat „Pannonia Athletic Club”.
A murit în anul 1960 de un cancer la gât.

## Legături externe
- hu  Prezentare la Comitetul Olimpic Maghiar
- en György Piller la Olympedia.org